# Verbascum
- Commons
- Wikispecies

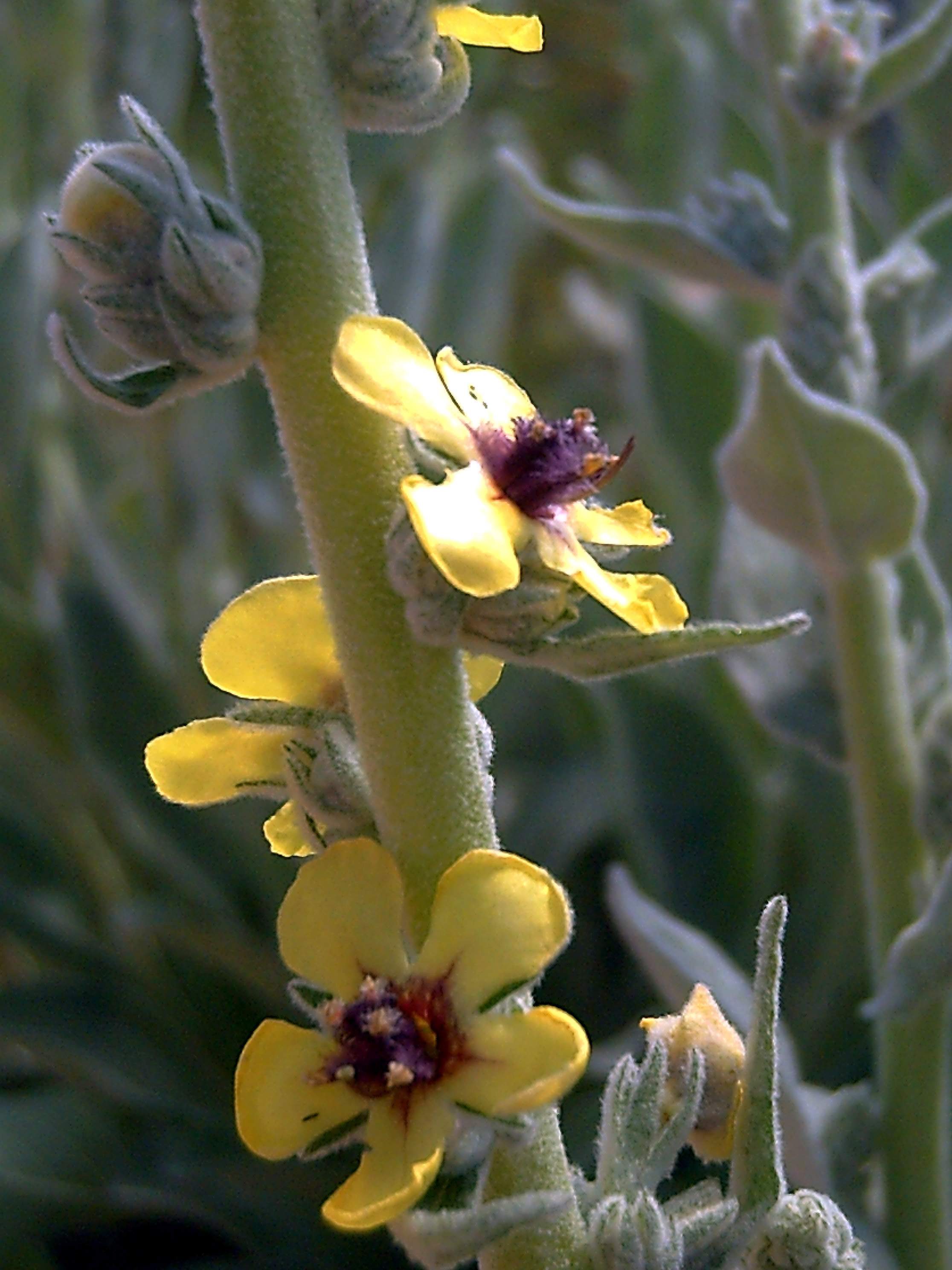
Verbascum sinuatum.

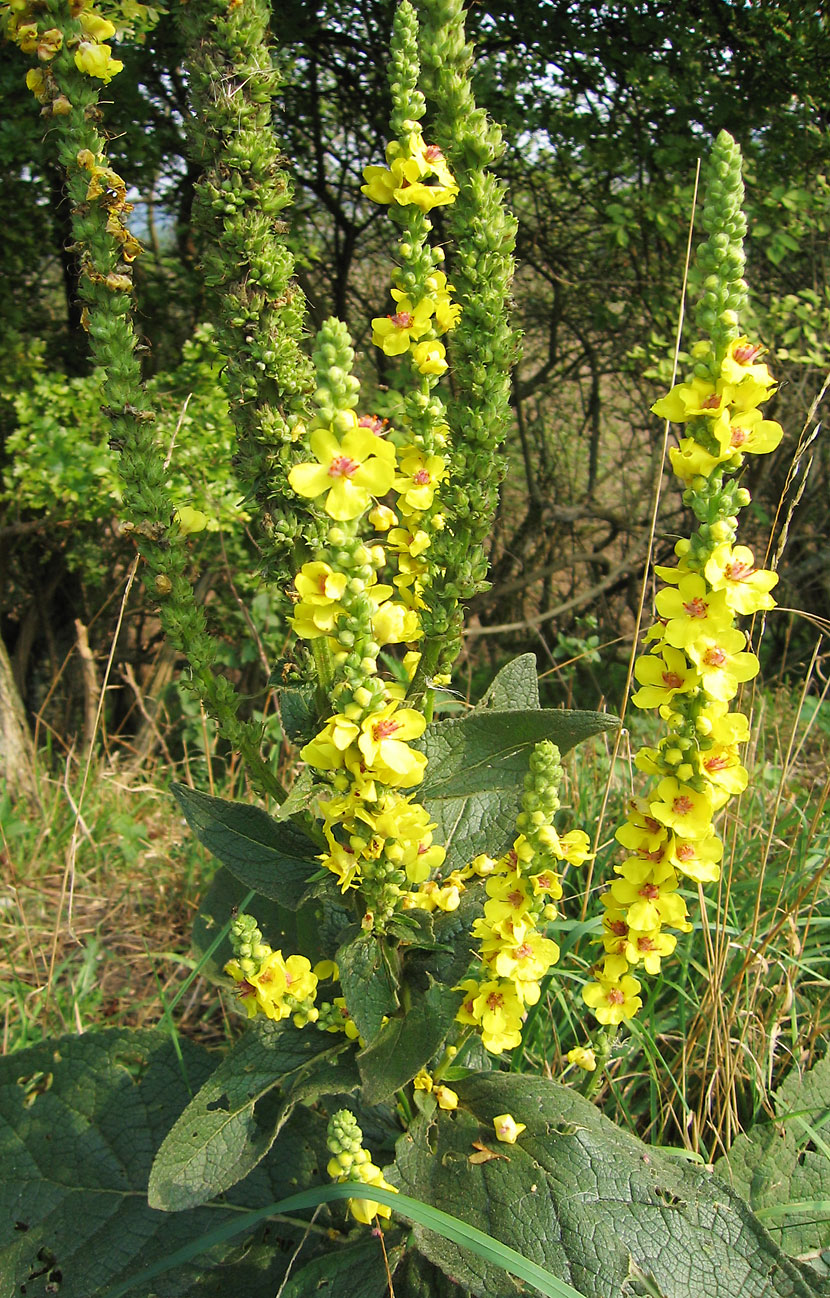
Verbascum nigrum.

Verbascum L. é um género botânico pertencente à família Scrophulariaceae.

## Sinonímia
- Celsia L.
- Rhabdotosperma Hartl
- Staurophragma Fisch. et C.A. Mey.

## Espécies
| - Verbascum acaule (Bory & Chaub.) Kuntze - Verbascum adeliae Heldr. - Verbascum adenanthum Bornm. - Verbascum adrianopolitanum Podp. - Verbascum anisophylum Murb. - Verbascum arcturus L. - Verbascum argenteum Ten. - Verbascum baldaccii Degen - Verbascum banaticum Schrad. - Verbascum barnadesii Vahl - Verbascum bithynicum Boiss. - Verbascum blattaria L. - Verbascum boerhavii L. - Verbascum boissieri (Heldr. & Sart.) Kuntze - Verbascum botuliforme Murb. - Verbascum bombyciferum Boiss. - Verbascum bugulifolium Lam. - Verbascum chaixii Vill. - Verbascum charidemii Murb. - Verbascum chinense (L.) Santapau - Verbascum chrysanthum Murb. - Verbascum creticum (L.) Cav. - Verbascum cylindrocarpum Griseb. - Verbascum cyleneum (Boiss. & Heldr. ) Kuntze - Verbascum daenzeri (Fauché & Chaub.) Kuntze - Verbascum davidoffii Murb. - Verbascum decorum Velen. - Verbascum delphicum Boiss. & Heldr. - Verbascum densiflorum Bertol. - Verbascum dentifolium Delile - Verbascum dieckianum Borbás & Degen - Verbascum dimoniei Velen. - Verbascum dingleri Mattf. & Stef. - Verbascum dumulosum P.H.Davis - Verbascum durmitoreum Rohlena - Verbascum epixanthinum Boiss. & Heldr. - Verbascum eriophorum Godr. - Verbascum euboicum Murb. & Rech.f. - Verbascum foetidum Boiss. & Heldr. - Verbascum formosum Fisch. ex Schrank - Verbascum friedrichsthalianum Kuntze - Verbascum georgicum Benth. - Verbascum glabratum Friv. - Verbascum glandulosum Delile - Verbascum gnaphalodes M.Bieb. - Verbascum graecum Heldr. & Sart. ex Boiss. - Verbascum guicciardii Heldr. ex Boiss. - Verbascum halacsyanum Sint. & Bornm. ex Halácsy - Verbascum haussknechtii Heldr. ex Hausskn. - Verbascum hervieri Degen - Verbascum herzogii Bornm. - Verbascum humile Janka - Verbascum hypoleucum Boiss. & Heldr. - Verbascum jankaeanum Pancic - Verbascum laciniatum (Poir.) Kuntze - Verbascum lagurus Fisch. & C.A.Mey. | - Verbascum lanatum Schrad. - Verbascum lasianthum Boiss. ex Benth. - Verbascum leianthum Benth. - Verbascum leucophylum Griseb. - Verbascum levanticum I.K.Ferguson - Verbascum litigiosum Samp. - Verbascum longifolium Ten. - Verbascum lychnitis L. - Verbascum macedonicum Kosanin & Murb. - Verbascum macrurum Ten. - Verbascum malophorum Boiss. & Heldr. - Verbascum mucronatum Lam. - Verbascum nevadense Boiss. - Verbascum nicolai Rohlena - Verbascum nigrum L. - Verbascum niveum Ten. - Verbascum nobile Velen. - Verbascum gypsicola Vural & Aydoğdu - Verbascum olympicum Boiss. - Verbascum orientale (L.) Al. - Verbascum orphanideum Murb. - Verbascum ovalifolium Donn ex Sims - Verbascum paniculatum Wulf. - Verbascum pelium Halácsy - Verbascum pentelicum Murb. - Verbascum pestalozzaeMurb. - Verbascum phlomoides L. - Verbascum phoeniceum L. - Verbascum pinnatifidum Vahl - Verbascum pseudonobile Stoj. & Stef. - Verbascum pulverulentum Vill. - Verbascum purpureum (Janka) Hub.-Mor. - Verbascum pycnostachyum Boiss. & Heldr. - Verbascum pyramidatum M.Bieb. - Verbascum reiseri Halácsy - Verbascum roripifolium (Halácsy) I.K.Ferguson - Verbascum rotundifolium Ten. - Verbascum rupestre (Davidov) I.K.Ferguson - Verbascum samniticum Ten. - Verbascum scardicola Bornm. - Verbascum siculum Tod. ex Lojac. - Verbascum sinuatum L. - Verbascum songaricum Schrenk - Verbascum speciosum Schrad. - Verbascum spectabile M.Bieb. - Verbascum spinosum L. - Verbascum thapsus L. - Verbascum undulatum Lam. - Verbascum vandasii (Rohlena) Rohlena - Verbascum virgatum Stokes - Verbascum viridissimum Stoj. & Stef. - Verbascum widemannianum Fisch. & Mey. - Verbascum xanthophoeniceum Griseb. - Verbascum zuccarinii (Boiss.) I.K.Ferguson |

- «Lista completa»

## Classificação do gênero
| Sistema | Classificação                      | Referência               |
| ------- | ---------------------------------- | ------------------------ |
| Linné   | Classe Pentandria, ordem Monogynia | Species plantarum (1753) |